# Magistral d'escacs Ciutat de Barcelona de 2016
El Magistral d'escacs Ciutat de Barcelona de 2016 fou el 21è Magistral, un torneig d'escacs que es jugà entre els dies 22 i el 28 d'octubre de 2016 a Barcelona. Organitzat per la Federació Catalana d'Escacs (FCE) i patrocinat per l'Ajuntament de Barcelona i dirigit per Jordi Parayre i Soguero. Tingué lloc a les instal·lacions de la FCE al carrer Sant Adrià, núm.20 de Barcelona.

## Format i premis
El torneig es jugà per round robin a 7 rondes, al ritme de 90 minuts les primeres 40 jugades més 30 minuts per acabar la partida amb 30 segons addicionals per jugada. La repartició de premis fou la següent: el primer classificat 1.800 euros més trofeu, el segon 1.350 euros més trofeu, el tercer 1.100 euros, el quart 950 euros, el cinquè 800 euros, el sisè 650 euros, el setè 500 euros i el vuitè 350 euros.

## Participants
La mitjana d'Elo dels participants fou de 2595, de categoria XIV. Els participants del Magistral varen ser els següents sis jugadors:
- GM Arkadij Naiditsch (Azerbaidjan) 2684
- GM Jan-Krzysztof Duda (Polònia) 2678
- GM Vadim Zviàguintsev (Rússia) 2673
- GM David Antón Guijarro (Espanya) 2628
- GM Fernando Peralta (Argentina) 2577
- GM Josep Manuel López Martínez (Catalunya) 2547
- IM Hipòlit Asís Gargatagli (Catalunya) 2499
- GM Miguel Muñoz Pantoja (Catalunya) 2471

Inicialment estava previst la participació del jove jugador indi Murali Karthikeyan.

## Resultats i classificació
El Gran Mestre espanyol David Antón es proclamà campió del 21è Magistral per millor desempat després de derrotar a la darrera partida a Jan-Krzysztof Duda, segon classificat.
|   | Nom                         | Elo  | 1 | 2 | 3 | 4 | 5 | 6 | 7 | 8 | Punts. | Des1 | Des2 | Des3  |
| - | --------------------------- | ---- | - | - | - | - | - | - | - | - | ------ | ---- | ---- | ----- |
| 1 | David Antón Guijarro        | 2628 | * | 1 | ½ | 1 | ½ | 0 | 1 | 1 | 5,0    | 4    | 0,0  | 16,25 |
| 2 | Jan-Krzysztof Duda          | 2678 | 0 | * | ½ | 1 | ½ | 1 | 1 | 1 | 5,0    | 3    | 0,0  | 14,25 |
| 3 | Vadim Zviàguintsev          | 2673 | ½ | ½ | * | 1 | ½ | 1 | ½ | ½ | 4,5    | 3    | 0,0  | 15,00 |
| 4 | Josep Manuel López Martínez | 2547 | 0 | 0 | 0 | * | 1 | ½ | 1 | 1 | 3,5    | 4    | 0,0  | 8,50  |
| 5 | Fernando Peralta            | 2577 | ½ | ½ | ½ | 0 | * | ½ | 0 | 1 | 3,0    | 4    | 0,5  | 10,25 |
| 6 | Hipòlit Asís Gargatagli     | 2499 | 1 | 0 | 0 | ½ | ½ | * | ½ | ½ | 3,0    | 4    | 0,5  | 10,25 |
| 7 | Arkadij Naiditsch           | 2684 | 0 | 0 | ½ | 0 | 1 | ½ | * | ½ | 2,5    | 3    | 0,0  | 7,50  |
| 8 | Miguel Muñoz Pantoja        | 2471 | 0 | 0 | ½ | 0 | 0 | ½ | ½ | * | 1,5    | 3    | 0,0  | 5,00  |

## I Memorial Artur Pomar
Paral·lelament al Magistral de 2016, entre els dies 21 i 23 d'octubre a les instal·lacions de la FCE, es feu dos torneigs tancats entre els sis millors jugadors sub10 i sub12 classificats al Campionat de Catalunya d'edats de 2016. Enguany el Torneig promoció Ciutat de Barcelona canvià el nom per Memorial Artur Pomar en honor d'Artur Pomar traspassat el 26 de maig de 2016.

### Resultats Sub-10
Participants: David Acevedo Egido (C.E. Alt Empordà), Jaume Alcon Llosada (Geva-Cea), Jordi Camprubí Juanola (C.E. Banyoles), Roger Bernado López (Colon Sabadell Chessy), Aleix Miró Arbelaes (Associació Paretana d'Escacs) i Leo Gardner (Sitges Prado Suburenc).
|   | Jugador                  | Elo  | 1 | 2 | 3 | 4 | 5 | 6 | Punts | Des. |
| - | ------------------------ | ---- | - | - | - | - | - | - | ----- | ---- |
| 1 | Roger Bernado Lopez      | 1607 | * | 1 | ½ | ½ | 1 | 1 | 4,0   | 8,50 |
| 2 | David Acevedo Egido      | 1897 | 0 | * | 1 | 1 | 1 | 1 | 4,0   | 7,00 |
| 3 | Jordi Camprubí i Juanola | 1748 | ½ | 0 | * | 1 | 0 | 1 | 2,5   | 4,50 |
| 4 | Jaume Alcón Llosada      | 1713 | ½ | 0 | 0 | * | 1 | 1 | 2,5   | 4,00 |
| 5 | Aleix Miró Arbelaes      | 1821 | 0 | 0 | 1 | 0 | * | 1 | 2,0   | 2,50 |
| 6 | Leo Gardner              | 1449 | 0 | 0 | 0 | 0 | 0 | * | 0,0   | 0,00 |

### Resultats Sub-12
Participants: Llibert Cèspedes Llaverias (C.E. Tres Peons), Pau Pueyo Amorós (C.E. Sant Boi), Daniel Alvàrez Albiol (Foment Martinenc), Josep Navajas Alvàrez (C.E. Vall Del Tenes), Jan Travesset Sagre (C.E. Sant Andreu) i Nicolas Jiménez Muñoz (C.E. Peona i Peó).
|   | Jugador                    | Elo  | 1 | 2 | 3 | 4 | 5 | 6 | Punts |
| - | -------------------------- | ---- | - | - | - | - | - | - | ----- |
| 1 | Jan Travesset Sagre        | 1909 | * | ½ | ½ | 1 | 1 | ½ | 3,5   |
| 2 | Llibert Céspedes Llaverias | 2052 | ½ | * | ½ | ½ | ½ | 1 | 3,0   |
| 3 | Nicolás Jiménez Muñoz      | 1993 | ½ | ½ | * | 0 | 1 | 1 | 3,0   |
| 4 | Pau Pueyo Amorós           | 1938 | 0 | ½ | 1 | * | 0 | 1 | 2,5   |
| 5 | Daniel Àlvarez Albiol      | 1884 | 0 | ½ | 0 | 1 | * | ½ | 2,0   |
| 6 | Josep Navajas Àlvarez      | 1850 | ½ | 0 | 0 | 0 | ½ | * | 1,0   |